# Jim Walls
Jim Walls es un diseñador de videojuegos estadounidense. Se destaca por haber diseñado la exitosa serie de juegos de aventuras Police Quest para Sierra On-Line .
Después de trabajar como oficial de la Patrulla de Carreteras de California de 1971 a 1986, Walls conoció al presidente de Sierra, Ken Williams, quien deseaba crear un juego de aventuras en el género de procedimientos policiales . Walls, aunque sin experiencia con computadoras, ofreció su experiencia policial. Durante su carrera en Sierra, Walls diseñó las tres primeras entradas de Police Quest y Codename: ICEMAN .
Después de dejar Sierra a principios de la década de 1990, Walls se unió a otros desarrolladores de juegos, incluidos Tsunami Media en 1992 y Westwood Studios en 1996, antes de retirarse en 2003. En 2013, Walls planeó desarrollar Precinct, un sucesor espiritual de Police Quest, pero la campaña de crowdfunding fracasó.

## Primeros años de vida
Walls nació y creció en California. Trabajó como óptico durante siete años antes de graduarse de la academia de policía de la Patrulla de Caminos de California en diciembre de 1971. En enero de 1984, mientras realizaba una parada de tráfico, Walls se vio envuelto en un tiroteo . Aunque sobrevivió al incidente, comenzó a experimentar síntomas de estrés postraumático y, en 1985, fue puesto en licencia administrativa para evaluar su condición. Se retiró del CHP en 1986 después de 15 años de servicio.

## Carrera en videojuegos

### Sierra On-Line
Mientras aún estaba en licencia administrativa en 1985, la entonces esposa de Walls, Donna, que era peluquera en Oakhurst, le presentó a Ken Williams, cofundador y entonces presidente de Sierra On-Line . Williams visitaba con frecuencia el salón de Donna para cortarse el cabello y conversaba con Donna y Walls. Durante una de esas conversaciones, Williams discutió cómo quería producir un juego de aventuras de procedimientos policiales, particularmente uno con un oficial de policía genuino involucrado en su desarrollo para garantizar el realismo y la autenticidad. En ese momento, Sierra había producido numerosos juegos de aventuras en una variedad de géneros, como la serie de fantasía King's Quest, la serie de ciencia ficción Space Quest y la serie de comedia sexual Leisure Suit Larry, pero no muchos juegos relacionados con la policía o escenarios particularmente modernos. . Después de la conversación, le dio a Donna su tarjeta de presentación y le pidió a Walls que lo llamara.
En 1987, después de retirarse del CHP, Williams invitó a Walls a jugar ráquetbol, en el que Walls no tenía experiencia. Después de algunos partidos, fueron a tomar unas copas, donde discutieron la idea de Williams de un juego de aventuras policiales. Williams le pidió a Walls que condensara sus experiencias en el CHP en una historia corta, preferiblemente de unas dos páginas. Walls escribió la historia y se la mostró a Williams varios días después; Williams quedó impresionado y le pidió a Walls que lo detallara en cuatro o cinco páginas. Este proceso continuó hasta que la historia corta de Walls se convirtió en la trama del primer juego Police Quest, momento en el que la historia se convirtió en un documento de diseño y se dividió en componentes del juego para su desarrollo.
En ese momento, Walls no estaba familiarizado con las computadoras y no estaba seguro de si el diseño de videojuegos era una carrera viable. Al describir su experiencia al escribir el concepto inicial de la historia, Walls recordó: "Cuando me senté por primera vez frente a una computadora para comenzar la historia de diseño del Police Quest original, me tuvieron que mostrar dónde estaba el interruptor de encendido/apagado. Escribí toda la historia con dos dedos (después de todo, las únicas habilidades que tenía en ese momento eran perseguir a la gente y meterla en la cárcel)". Sin embargo, pronto superó sus preocupaciones y sus habilidades informáticas se desarrollaron con la ayuda de los diseñadores de Sierra Ken Williams, Roberta Williams, Mark Crowe, Scott Murphy y Al Lowe . Muchos aspectos de Police Quest se basaron en aspectos de la vida de Walls: el protagonista de la serie, Sonny Bonds, se basó libremente en el hijo de Walls (también llamado Sonny) y muchos incidentes encontrados en el juego (y las próximas dos entregas de Police Quest ) se inspiraron en incidentes reales con los que se encontró Walls a lo largo de su carrera en CHP.
En 1987, se lanzó Police Quest: In Pursuit of the Death Angel . El juego se centró mucho en el realismo y el procedimiento policial adecuado para tener éxito. Walls consideró el correo de fanáticos enviado por jugadores, que iban desde policías activos hasta niños que querían convertirse en policías debido al juego, como la "recompensa final". La carrera de Walls en Sierra continuó con el desarrollo de Police Quest II: The Vengeance en 1988, Codename: ICEMAN en 1989 y Police Quest III: The Kindred en 1991. Walls también hizo cameos de autoinserción en los juegos de Police Quest ; aparece solo de nombre en la base de datos policial de cada juego como oficial o criminal, su ficha policial aparece en la escena de introducción de Police Quest II, y aparece físicamente en la introducción de Police Quest III y en las secuencias de finalización del juego.
Después del lanzamiento de Police Quest III, se desarrollaron circunstancias que llevaron a su renuncia a Sierra. Después de la renuncia de Walls, la serie Police Quest continuó, pero bajo la dirección del exjefe del Departamento de Policía de Los Ángeles, Daryl F. Gates, quien cambió el escenario de la serie de la ciudad ficticia de Lytton, California, a su escenario más familiar de Los Ángeles.

### Post-Sierra
En 1992, Walls se unió a Tsunami Media, que en gran parte estaba formada por ex empleados de Sierra y también estaba ubicada en Oakhurst. El tiempo de Walls con Tsunami Media fue breve, y solo trabajó en un juego para Tsunami, Blue Force de 1993, un sucesor espiritual de la trilogía original de Police Quest . Después de dejar Tsunami Media, Walls firmó un contrato con otras dos compañías, Tachyon Studios y Philips Interactive Media, para juegos que finalmente nunca se lanzarían.
En 1996, Westwood Studios, con sede en Las Vegas, contrató a Walls para trabajar en Blade Runner de 1997. Posteriormente se le ofreció un puesto de diseño a tiempo completo, trabajando en Pirates: The Legend of Black Kat y Earth & Beyond, ambos lanzados en 2002. En 2003, Electronic Arts compró Westwood Studios y se fusionó con EA Los Ángeles, y la mayoría de los empleados, incluido Walls, se fueron como parte de la adquisición de la compañía.

### Precinct
El 2 de febrero de 2013, durante un podcast presentado por Chris Pope, Walls anunció que tenía planes para desarrollar un sucesor de Police Quest, utilizando Kickstarter para la financiación. El 16 de julio de 2013, la nueva propuesta de juego finalmente se anunció como Precinct, un juego de aventuras en 3D que sirve como un sucesor espiritual moderno de Police Quest . El juego, que sigue al oficial de policía Maxwell Jones en la ciudad de Fraser Canyon, California, sería desarrollado por Jim Walls Reloaded, dirigido por Walls y Robert Lindsley. Se llevó a cabo una campaña de recaudación de fondos del 16 de julio al 16 de agosto con una meta máxima de $ 500,000, pero no tuvo éxito y Walls canceló prematuramente la campaña el 6 de agosto Se llevó a cabo una campaña de recaudación de fondos alternativa sin la restricción de tiempo, pero tampoco tuvo éxito y se cerró debido a la falta de impulso. Al final, la campaña de recaudación de fondos no superó los $7,000.

## Juegos
| Año  | Videojuego                                  | Desarrolladora/Publisher            | Rol(es)                              |
| ---- | ------------------------------------------- | ----------------------------------- | ------------------------------------ |
| 1987 | Police Quest: In Pursuit of the Death Angel | Sierra On-Line                      | Diseñador, escritor                  |
| 1988 | Police Quest II: The Vengeance              | Sierra On-Line                      | Diseñador, escritor                  |
| 1989 | Codename: ICEMAN                            | Sierra On-Line                      | Diseñador                            |
| 1991 | Police Quest III: The Kindred               | Sierra On-Line                      | Diseñador                            |
| 1993 | Blue Force                                  | Tsunami Media                       | Diseñador                            |
| 1997 | Blade Runner                                | Westwood Studios/Virgin Interactive | Diseñador, programador, actor de voz |
| 2002 | Pirates: The Legend of Black Kat            | Westwood Studios/Electronic Arts    | Diseñador                            |
| 2002 | Earth & Beyond                              | Westwood Studios/Electronic Arts    | Diseñador                            |